# Кретон (ткань)

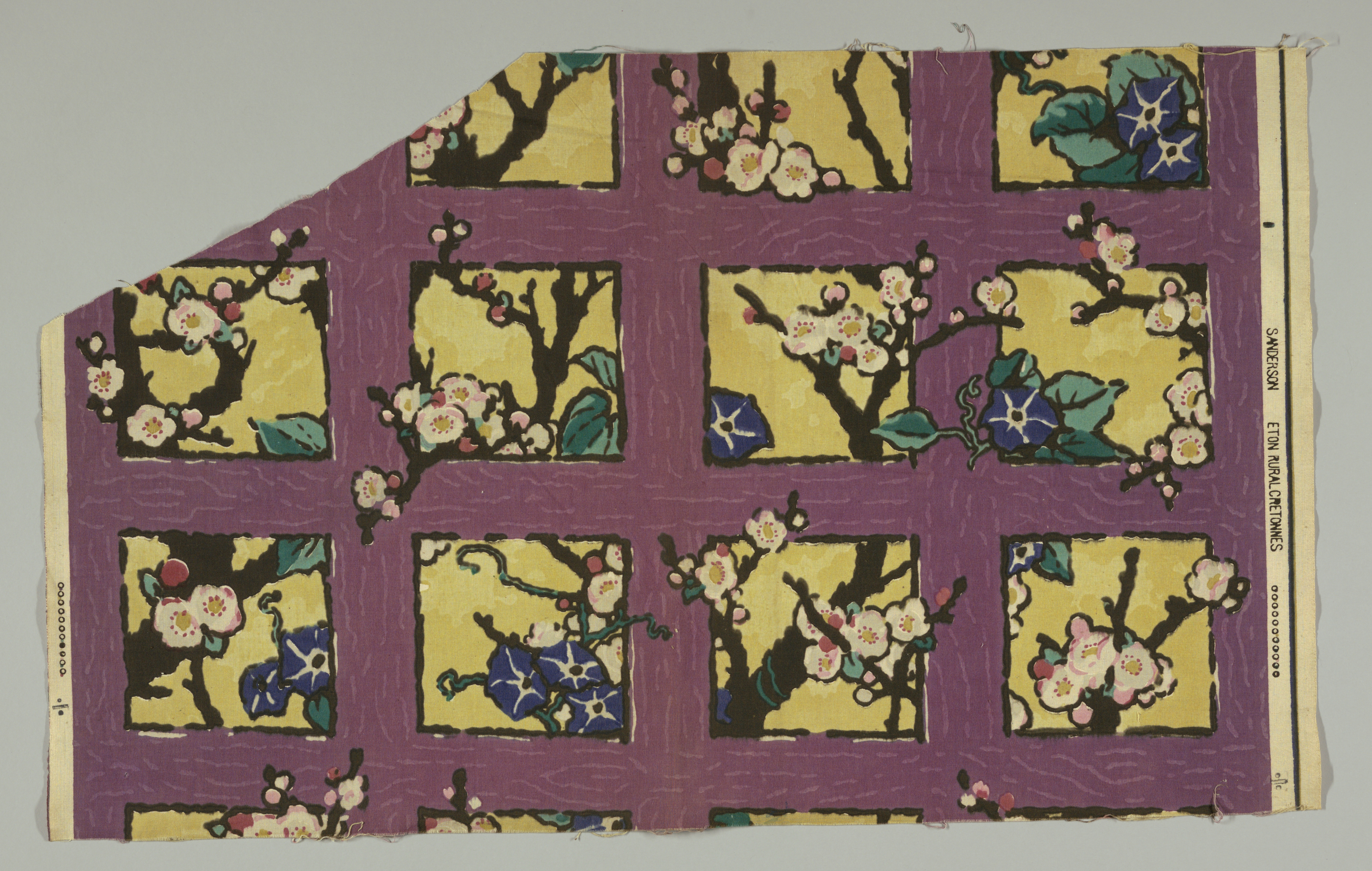
Экспонат Национального музея дизайна Смитсоновского института в Нью-Йорке. 1920-е

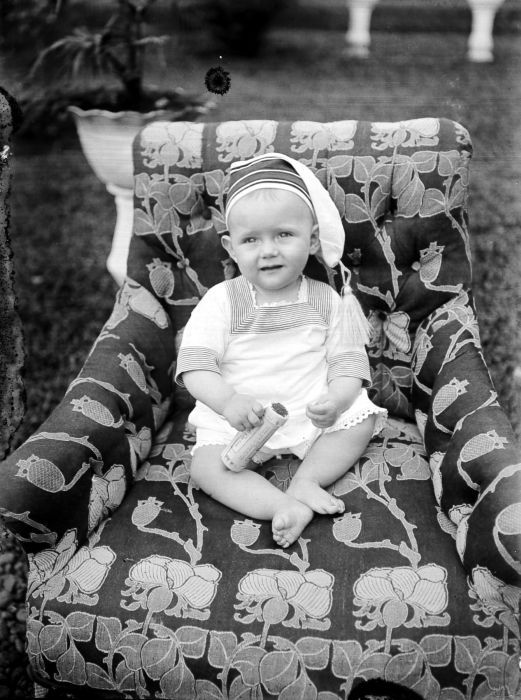
Младенец в кресле, обитом набивным кретоном. Первая четверть XX века

Крето́н (фр. cretonne) — плотная жёсткая хлопчатобумажная ткань из окрашенных в разные цвета нитей, дающих геометрический орнамент (клетки или полосы). Нить основы немногим толще нити утка́. Иногда естественный рисунок ткани дополнялся орнаментом, выполненным по технике набойки.
Эта ткань известна с XVIII века. Шла на обивку мебели, драпировки, для занавесей, применялась для оклеивания стен. Иногда из кретона изготавливалась верхняя одежда.
На скамейке, в нескольких шагах от черты прибоя, возле купальной будки, сидела молодая дама в светленьком кретоновом платье, с зонтиком, подбитым яркою материею...
Сейчас кретон также используют для изготовления постельного белья, чехлов для мебели, чехлов для автомобильных сидений.

## Происхождение названия
Происхождение названия точно неизвестно: некоторые источники возводят название ткани к имени ткача Поля Кретона (Paul Creton).
Возможно также происхождение от географического названия — либо от местности Куртон (fr. Courtonne), либо от городка или деревни Кретон (Creton, ныне в составе коммуны Бюи-сюр-Данвиль) в Нормандии, на севере Франции.

## Известные примеры употребления
Кретон был популярен в России в XIX веке.
- На императорской яхте «Штандарт» стены в жилых каютах облицовывались тиснёной кожей или обтягивались кретоном.
- В Детском домике Александровского парка в Царском Селе кретоном были обтянуты стены в комнатах дочерей Николая I — Марии, Ольги и Александры.[3]